# ホーリー・パフォーマンス・プロダクツ

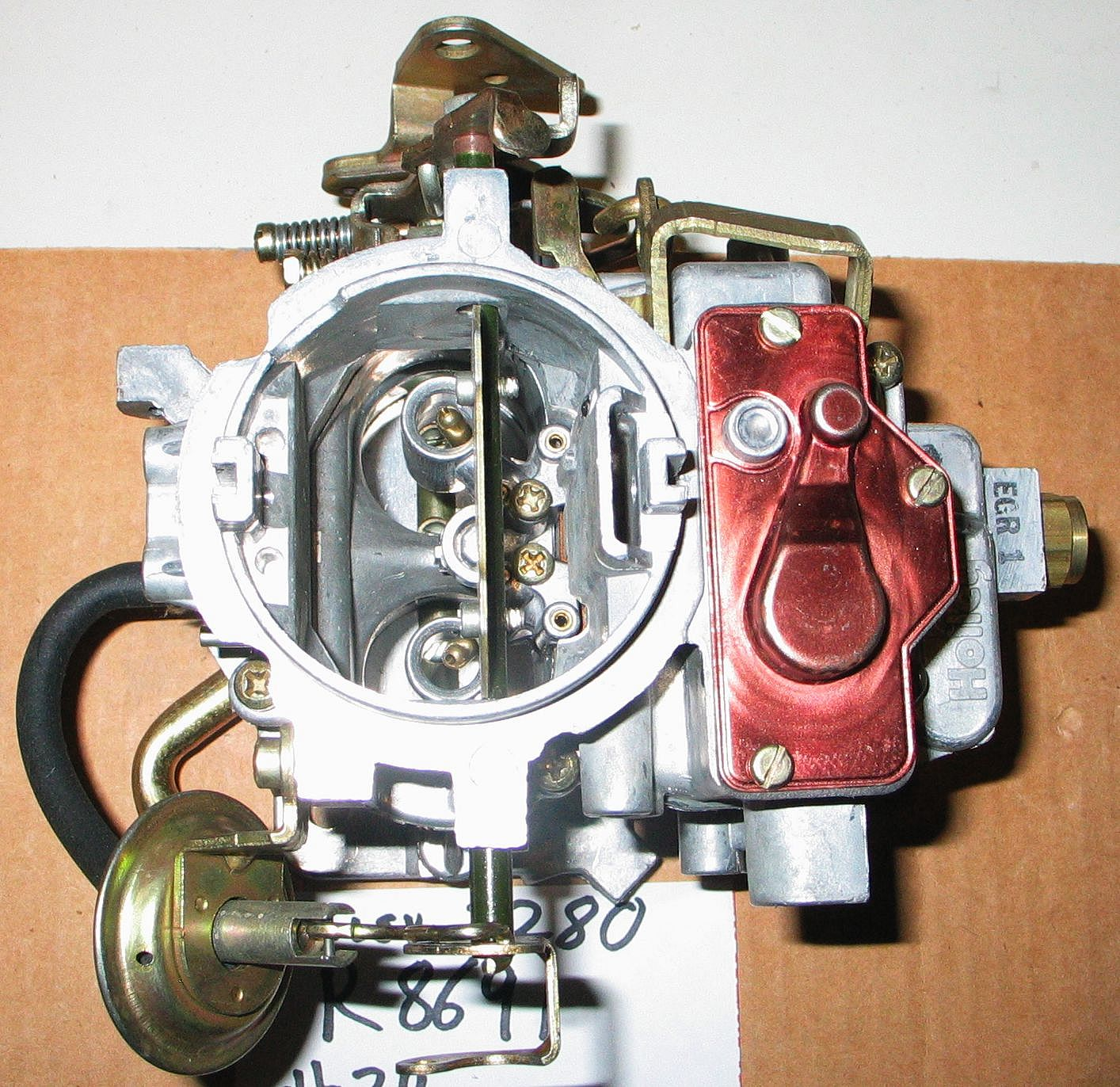
ホーリー製2バレルキャブレター

ホーリー・パフォーマンス・プロダクツ（英語：Holley Performance Products ）はアメリカ合衆国ケンタッキー州ボウリンググリーンに本社を置く自動車部品メーカー。エンジンの補機類を製造し、商標名はホーリー（Holley ）。

## 概要
主要な製品はV8エンジン用のキャブレターであり、100年以上にわたり世界最大のキャブレターメーカーとして知られている。また、燃料ポンプ、燃料噴射装置、インテークマニホールド、シリンダーヘッド、エンジンのドレスアップパーツなども製造している。レースにおける実績も多大で、過去40年間のNASCARとNHRAプロストッククラスにおけるシェアを独占してきた。
傘下にナイトラス・オキサイド・システム、Earl's、Hooker Headersなどがある。

## 社史
- 1896年 - ペンシルベニア州ブラッドフォードで、ジョージとアールのホーリー兄弟が3輪自動車を製作。
- 1903年 - ホーリー・モーター・カンパニーを設立、自動車の製造を開始。
- 1906年 - ヘンリー・フォードからT型フォード用のキャブレターの製造委託を受けた。その後、T型フォードは爆発的なヒットを記録した。
同じ頃、ミシガン州デトロイトに本社を移転し、社名をホーリー・ブラザーズ・カンパニーに改め、キャブレターと点火装置の製造に集中、以降、アメリカ内外の各メーカーに純正採用された。
- 2008年2月12日 - 倒産。負債額は9億5千万ドルと発表された。
- 2008年9月28日 - 連邦倒産法第11章に基づく手続きが行われ、事業を継続しつつ再建を目指すこととなった。